# Miklós Radnóti
Miklós Radnóti (nascut Miklós Glatter; Budapest, Àustria-Hongria, 5 de maig de 1909 — Afores d'Abda, prop de Győr, Regne d'Hongria, 9 de novembre de 1944) va ser un poeta i mestre hongarès.

## Biografia
Miklós Glatter era el fill d'un viatjant de l'empresa tèxtil Brück & Grosz, a Budapest. Va néixer al districte tretzè (Újlipótváros) de Budapest, en aquell moment Àustria-Hongria. El seu germà bessó va néixer mort i la seva mare va morir poc després del part. Va passar gran part de la infantesa amb la família de la seva tia, el marit de la qual, Dezső Grosz, era un dels propietaris de l'empresa tèxtil en què el seu pare va treballar fins a la mort, el 1921.
Radnóti va anar a l'escola primària i secundària a Budapest i va continuar l'educació a l'institut d'indústria tèxtil de Liberec entre 1927 i 1928. Després, va treballar de viatjant comercial en l'empresa tèxtil familiar fins al 1930. Finalment, Radnóti va decidir continuar els estudis superiors, va cursar filosofia, llengua hongaresa i francesa a la Universitat de Szeged.
El 1934 va acabar els estudis amb la tesi El desenvolupament artístic de Margit Kaffka. Després de graduar-se, va adoptar com a nom de ploma Radnóti, en honor del lloc de naixement del seu avi patern, Radnovce (en hongarès, Radnót). L'agost de 1935, es va casar amb Fanni Gyarmati (1912-2014), filla del propietari de la prestigiosa impremta Gyarmati, a qui havia conegut el 1926, i amb qui no va tenir mai fills. El curs 1935-1936 va treballar com a professor a l'institut Zsigmond Kemény de Budapest.
El setembre del 1940, fou reclutat en un batalló de treballs jueu de l'exèrcit hongarès fins al desembre d'aquell mateix any, i després, del juliol de 1942 a l'abril de 1943 per segona vegada. El 2 de maig de 1943, junt amb la seva dona, es convertí a la fe catòlica romana. Al maig de 1944, va començar el tercer servei militar de Radnóti i el seu batalló va ser deportat a Bor, a Sèrbia. Després del 1943, els treballadors forçats hongaresos jueus van ser empresonats a prop de les mines de coure de Bor, les quals cobrien el 50% del requeriment de coure de la indústria de guerra alemanya.
El 17 de setembre de 1944, Radnóti va haver de sortir com a kapo de camp en una columna d'uns 3.600 presoners a causa de l'ofensiva militar dels exèrcits aliats. Va sostenir la inhumana marxa forçada de Bor a Szentkirályszabadja, on va escriure el seu darrer poema el 31 d'octubre. El novembre de 1944, ell i altres vint presos van ser afusellats i assassinats per membres de les Guàrdies hongareses en vista del seu total esgotament físic i psicològic. S'han donat diferents dates de la seva mort. Algunes publicacions especifiquen algun dia entre el 6 i el 10 de novembre. En l'exposició detallada i científica de l'any 2009 per l'Acadèmia de Ciències hongaresa, es va dir que la data de la mort va ser el 4 de novembre. Radnóti està enterrat al cementiri Kerepesi junt amb la seva dona. El 2013, la seva estàtua a Abda va ser malmesa, però el motiu dels danys encara no s'ha aclarit.

## Obres (selecció)
- Pogány köszöntő (Salutació pagana), Kortárs, Budapest, 1930.
- Újmódi pásztorok éneke (Cançons de pastors moderns), Fiatal Magyarország, Budapest 1931.
- Lábadozó szél (Vent convalescent), Fiatalok Müvészeti Kollégiumának kiadása, Szeged, 1933.
- Újhold (Lluna Nova), Fiatalok Müvészeti Kollégiumának kiadása, Szeged, 1935.
- Járkálj csak, halálraítélt! (Simplement passegeu-hi, condemnat!), Nyugat Kiadása, Budapest 1936.
- Meredek út (Carretera costeruda), Cserépfalvi, Budapest 1938
- Naptár (Calendari), Hungària, Budapest 1942.
- Orfeu nyomában : műfordítások kétezer év költőiből (En les petjades d'Orfeu: Traduccions de poetes de fa dos mil anys), Pharos, Budapest 1943.
- Tajtékos ég (Cel escumós), Révai, Budapest 1946.
- Radnóti Miklós művei (Obres de Miklós Radnóti), Szepirodalmi Konyvkiado, Budapest 1978, ISBN 963-15-1182-0, biografia de hu
- Miklós Radnóti, La poesia completa en hongarès i anglès, McFarland & Company, Jefferson 2014, ISBN 978-0-78646953-6[8]

Miklós Radnóti va traduir a l'hongarès obres de Jean de La Fontaine i Guillaume Apollinaire. Obres seves van ser traduïdes a l'anglès per Edward G. Emery i Frederick Turner, al serbocroat per Danilo Kiš, a l'alemany per Franz Fühmann i al francès per Jean-Luc Moreau.

## Galeria d'imatges

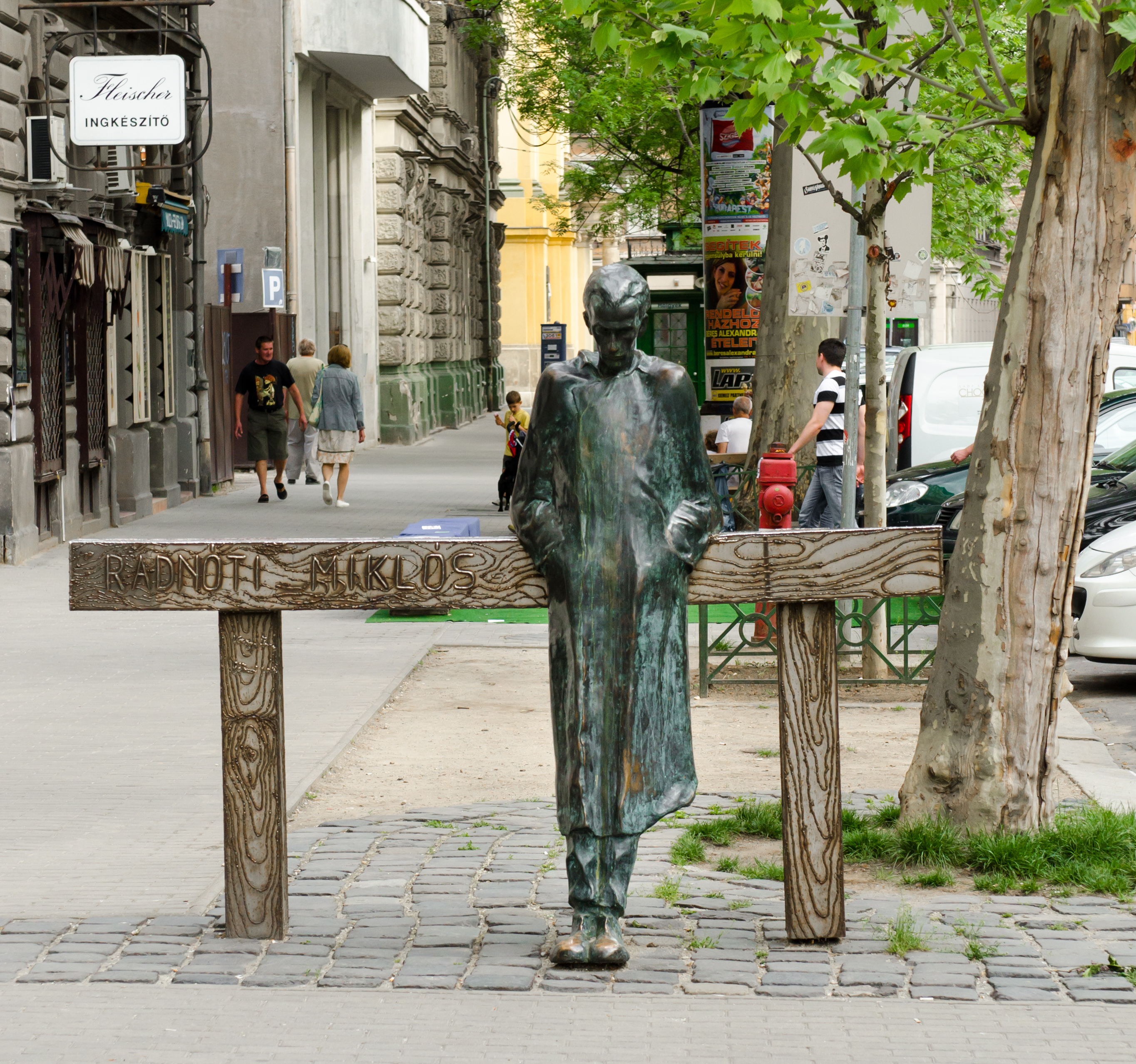
Estàtua a Budapest, per Imre Varga
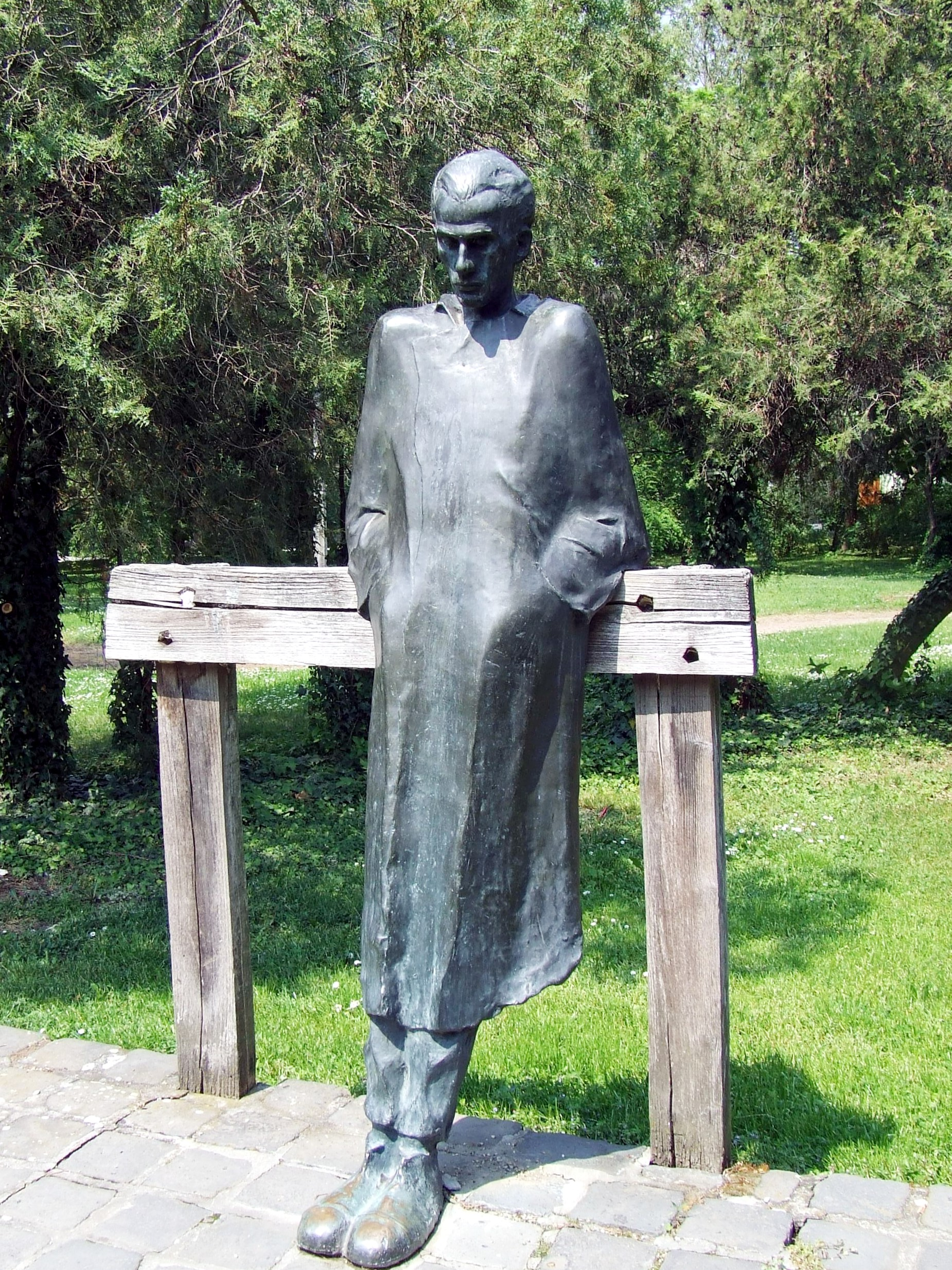
Estàtua a Mohács, per Imre Varga
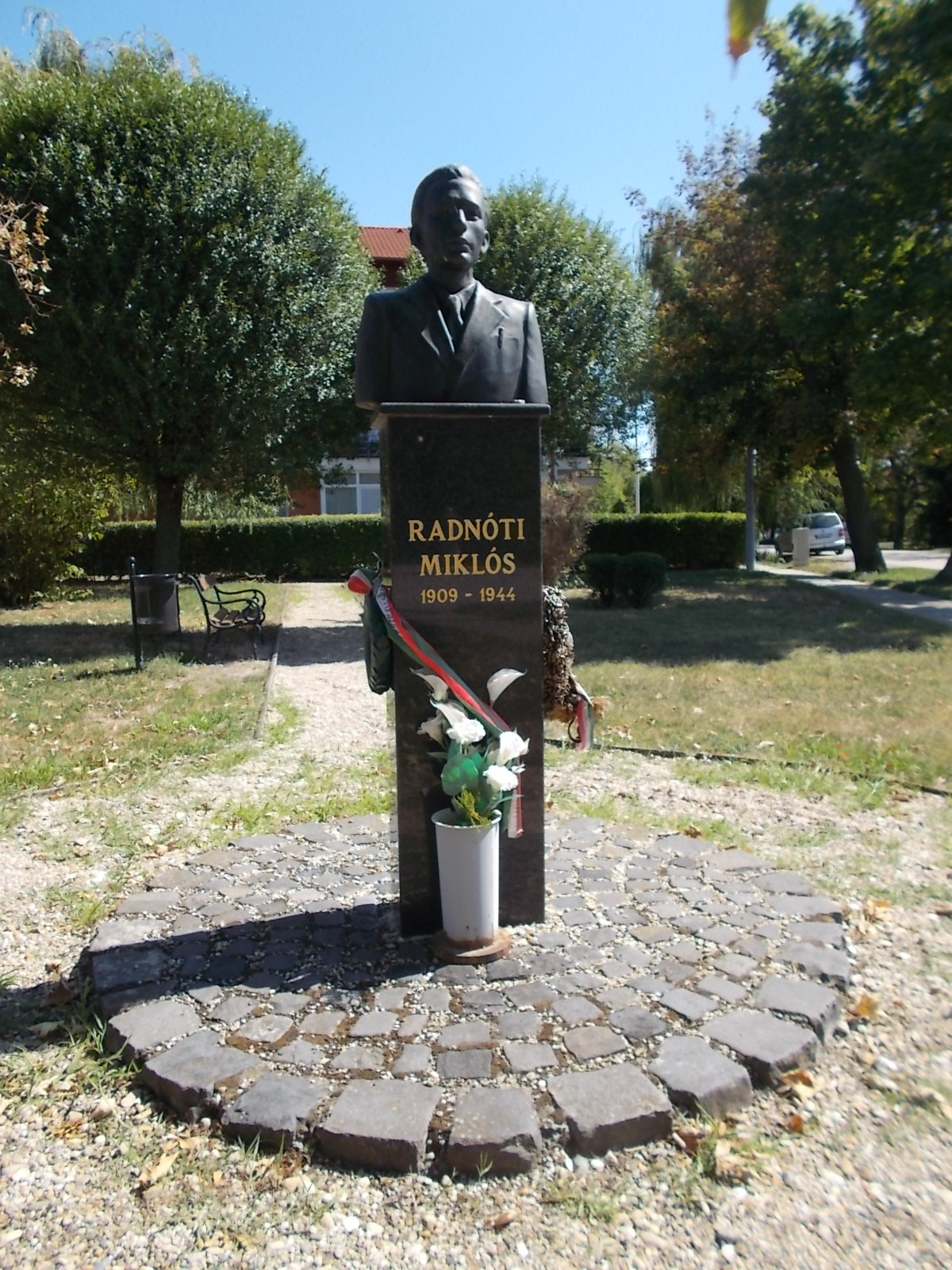
Bust a Mosonmagyaróvár, per György Turi
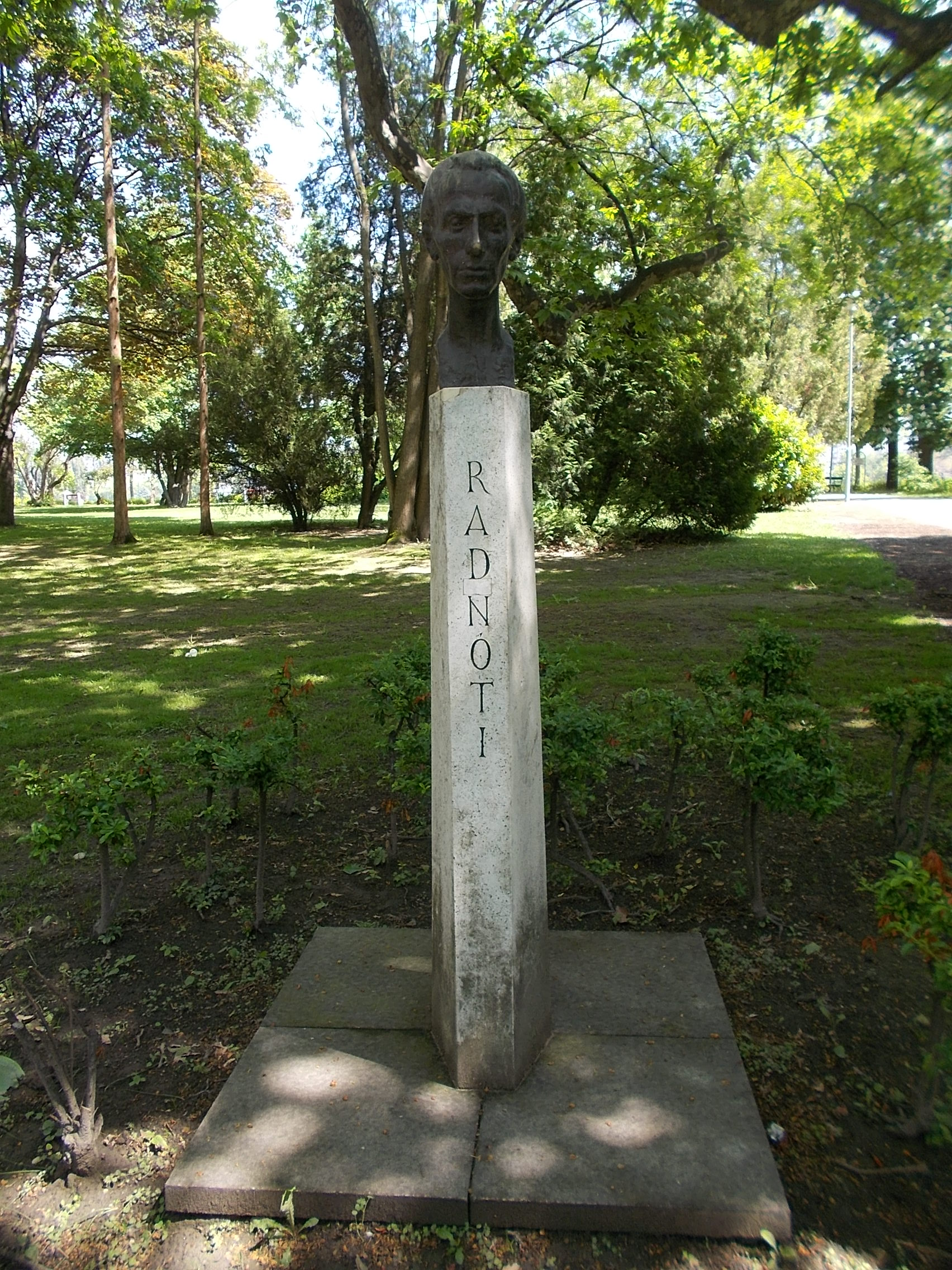
Bust a l'illa Margarida, per Tamás Vigh
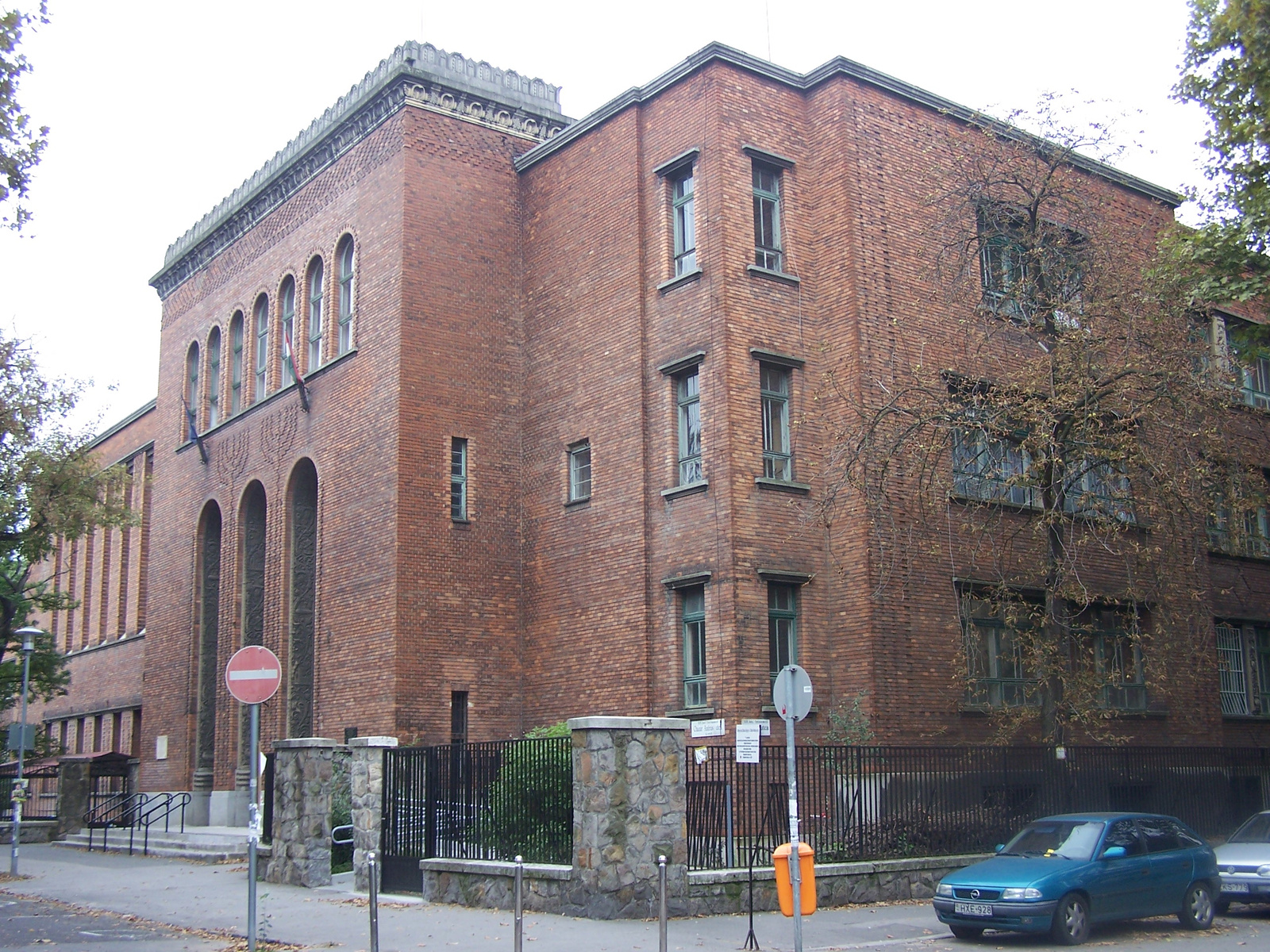
Escola Miklós-Radnóti ELTE de Budapest Zugló
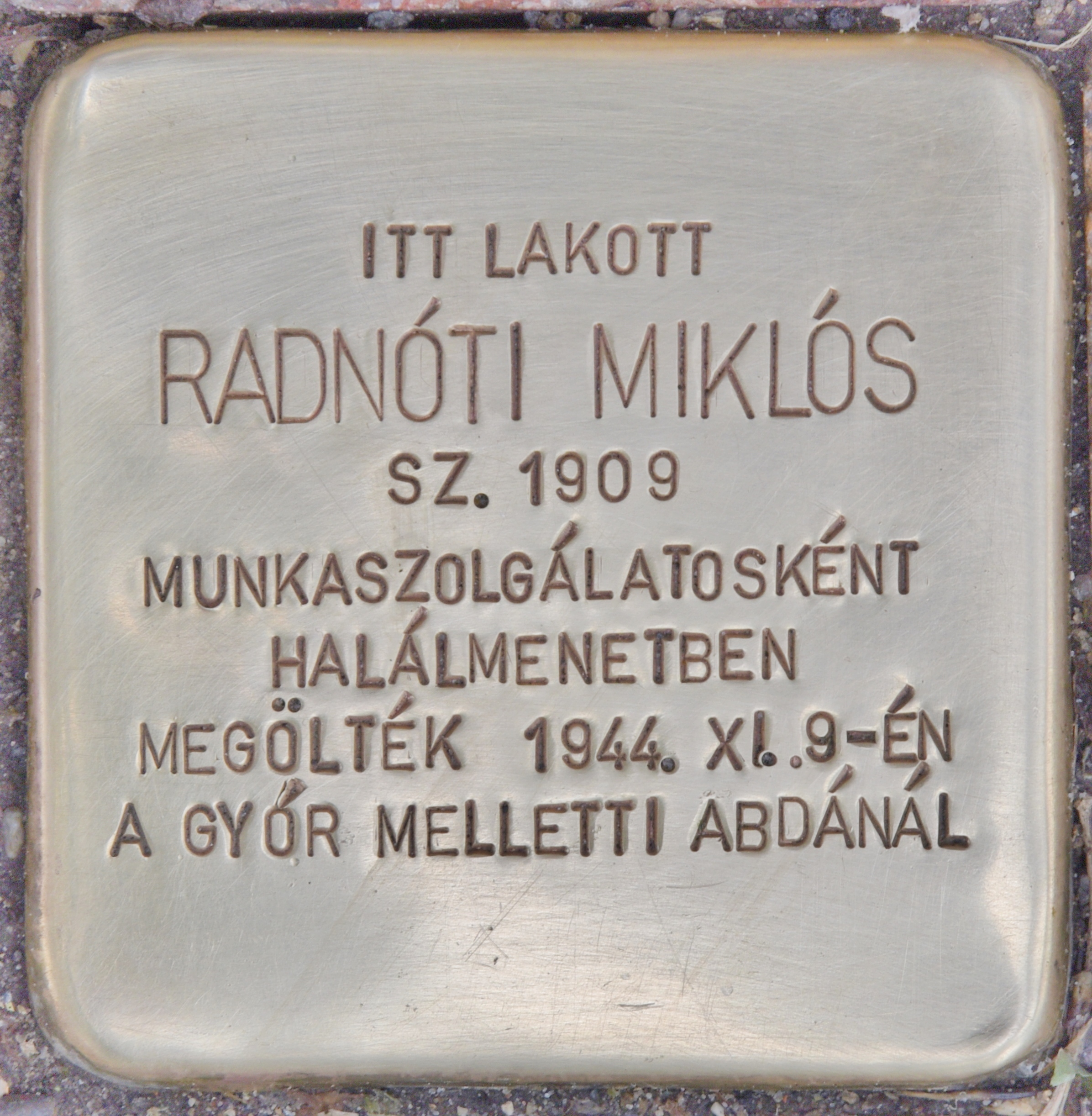
Rajola a Budapest
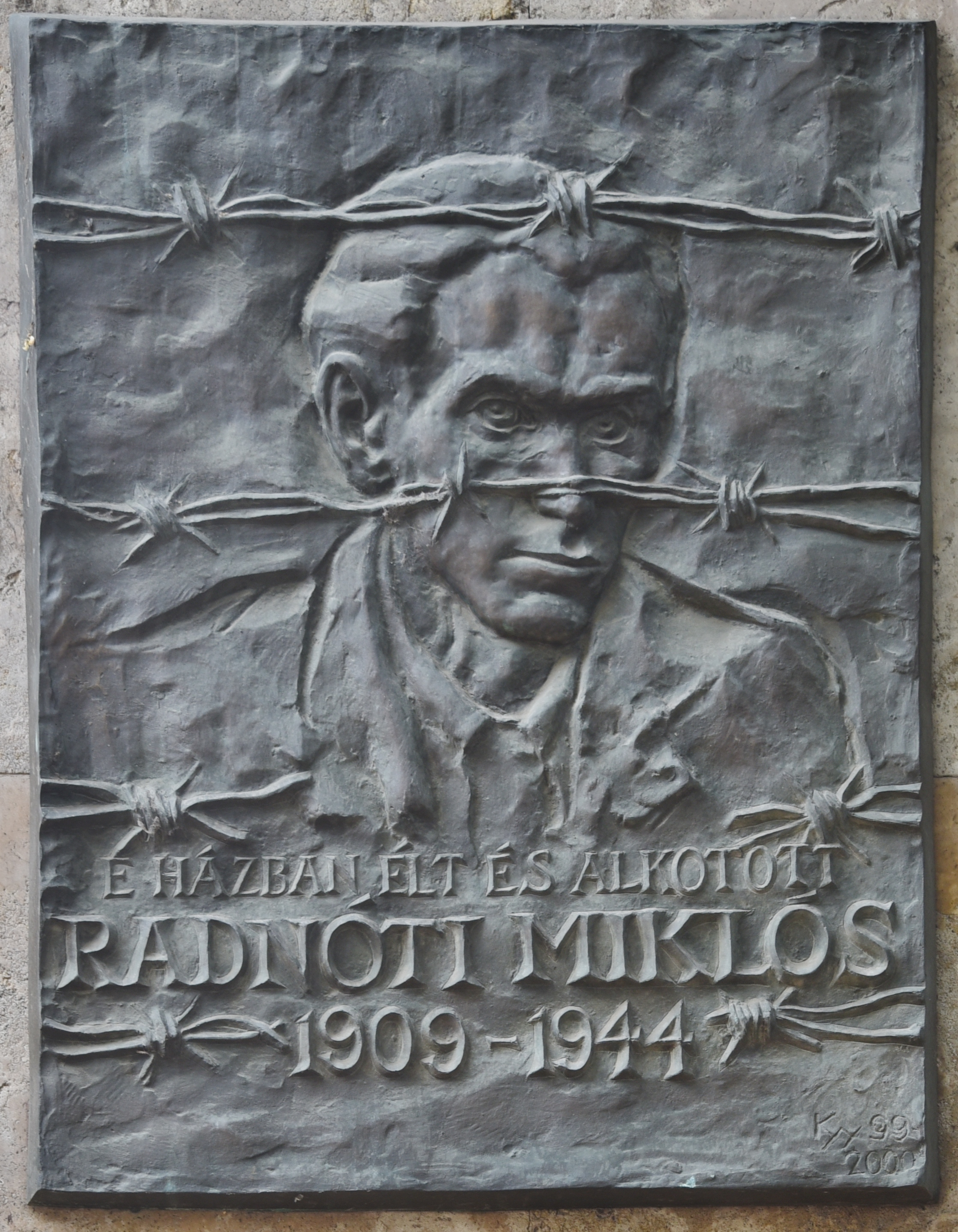
Placa commemorativa